# 澤田肇
澤田 肇（さわだ はじめ、1952年 - ）は、日本のフランス文学者。上智大学名誉教授。

## 人物・来歴
北海道に生まれる。1982年上智大学文学部仏文科卒業、同大学院をへて、82-85年パリ大学に学び、1986年パリ第3新ソルボンヌ大学大学院博士課程修了（文学博士）。広島大学助教授、98年上智大学文学部教授。2019年定年、名誉教授。バルザックと19世紀フランス・オペラが専門。

## 著書
- 『フランス・オペラの魅惑 舞台芸術論のための覚え書き』上智大学出版: ぎょうせい(制作・発売)  2013.3

### 共編著
- 『ビデオで学ぶ中級フランス語 聴解から実践へ 2版』原田早苗,室井幾世子, 猪口好彦共著. 第三書房, 2003.3
- 『危機のなかの文学 今、なぜ、文学か?』赤羽研三,大鐘敦子,沖田吉穗,神田浩一,北山研二,佐々木滋子,立花史,中山眞彦,原田操,宮本陽子,横山安由美,吉田裕共著. 水声社, 2010.6
- 『テオフィル・ゴーチエと19世紀芸術』吉村和明, ミカエル・デプレ 共編. 上智大学出版, 2014.5
- 『パリという首都風景の誕生 フランス大革命期から両大戦間まで』北山研二,南明日香共編. 上智大学出版, 2014.5
- 『舞台芸術の世界を学ぶ オペラ・バレエ・ダンス・ミュージカル・演劇・宝塚』編. 上智大学出版, 2018.3
- 『《悪魔のロベール》とパリ・オペラ座 19世紀グランド・オペラ研究』佐藤朋之,黒木朋興, 安川智子, 岡田安樹浩 共編. 上智大学出版, 2019.4

### 翻訳
- 『アネットと罪人 (バルザック幻想・怪奇小説選集 2) 』私市保彦監訳,片桐祐共訳. 水声社, 2007.5
- 『呪われた子 他 (バルザック幻想・怪奇小説選集 3)』私市保彦,加藤尚宏, 芳川泰久,片桐祐, 奥田恭士共訳. 水声社, 2007.7
- 『知られざる傑作 他 (バルザック芸術/狂気小説選集 1(絵画と狂気篇))』私市保彦, 芳川泰久,片桐祐, 奥田恭士, 佐野栄一共訳. 水声社, 2010.6

## 論文
- <澤田肇